# Alhena

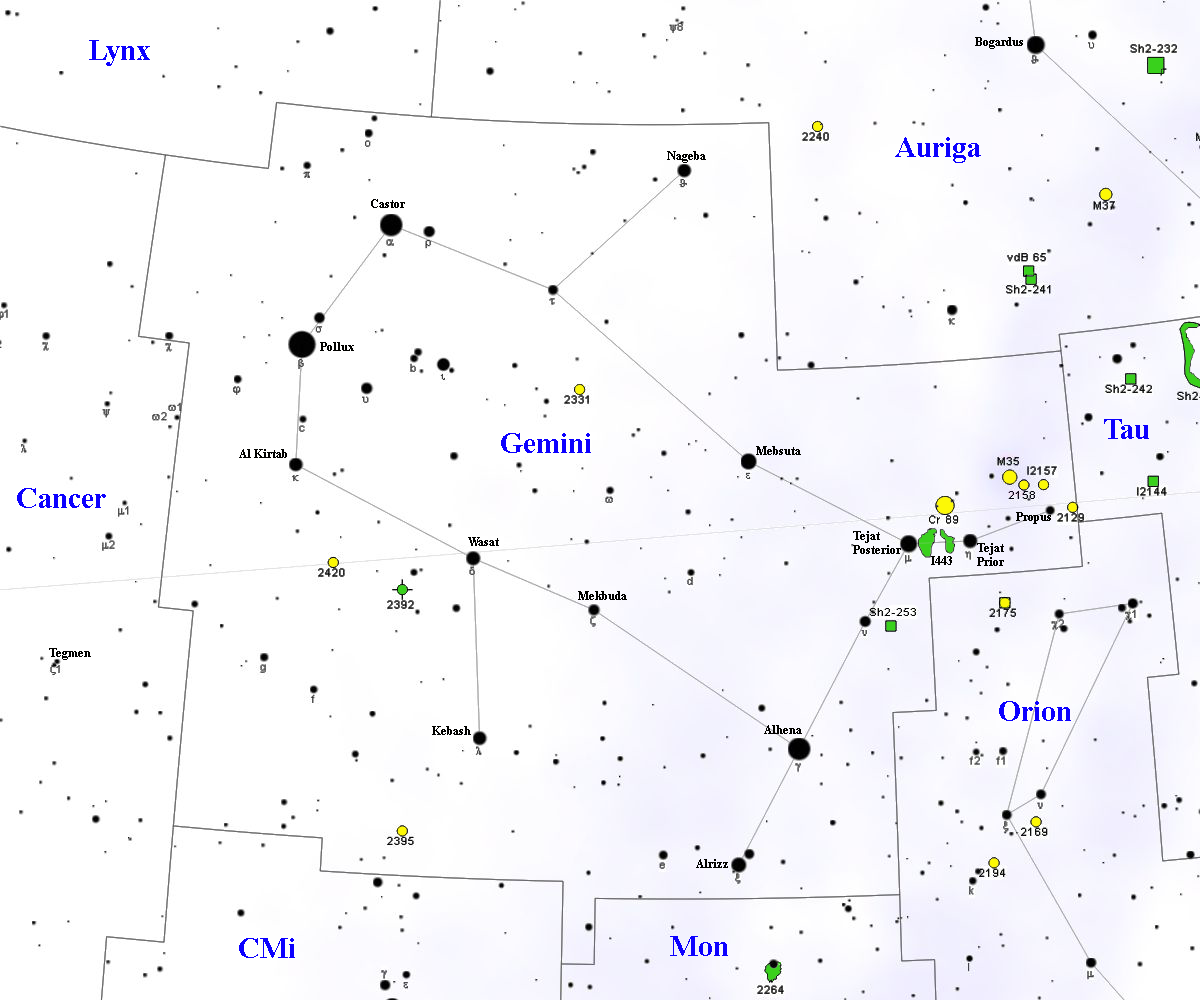
Alhena a la seva constel·lació

Alhena o Almeisan (Gamma Geminorum / γ Gem / 24 Geminorum) és la tercera estrella més brillant de la constel·lació dels Bessons. Amb magnitud aparent +1,93, és superada en brillant per Pòl·lux (β Geminorum) i Càstor (α Geminorum).

## Nom
Alhena, procedent de l'àrab الهنعه En Han'ah, "la marca del camell", és un terme que antigament designava diverses estrelles situades a l'extrem sud-oest de l'actual constel·lació de Bessons.
Almeisan, així com les seves variants Almisan i Almeisam, provenen de l'àrab Al-Maisa, «la brillant».

## Característiques físiques
Situada a 105  anys llum de Sistema Solar, Alhena és una estrella binària  espectroscòpica. La component visible, Alhena A, és una subgegant blanca de tipus espectral A0IV i temperatura superficial de 9.200  K.
És 160 vegades més lluminosa  que el Sol i té una massa de 2,8  masses solars. El seu radi, calculat a partir de la mesura directa del seu diàmetre angular, és unes cinc vegades major que el radi solar, sent la seva composició química similar a la del Sol.
Alhena és l'estrella més brillant a la qual se li ha observat l'ocultació per un asteroide, (381) Myrrha, en 1991. Això ha permès conèixer que Alhena B és una nana groga de tipus espectral G i massa similar a la del Sol, 200 vegades menys lluminosa que la seva companya.
Les dues components es troben separades una distància mitjana de 8,5  unitats astronòmiques, i recorren una òrbita  excèntrica que requereix 12,6 anys per ser completada.